# Everybody's Got to Learn Sometime
Everybody's Got to Learn Sometime is een nummer van de Britse band The Korgis. Het nummer is afkomstig van hun album Dumb Waiters en werd uitgebracht als single in 1980. Het nummer betekende het hoogtepunt van het succes van de band, het bereikte in thuisland het Verenigd Koninkrijk de vijfde plaats in de UK Singles Chart en de achttiende plaats in de Amerikaanse Billboard Hot 100.
In Nederland werd de plaat op maandag 2 juni 1980 in het NOS radioprogramma De Avondspits op Hilversum 3 verkozen tot Steunplaat van de week en werd een radiohit. De plaat bereikte de 14e positie in de Nederlandse Top 40, de 11e positie in de Nationale Hitparade en de 15e positie in de TROS Top 50. In België bereikte de plaat de 14e positie van de Vlaamse Ultratop 50.
Het nummer is in de loop der jaren uitgegroeid tot een echte evergreen, onder meer The Dream Academy (1987), Yazz (1991), Baby D (1995), Army of Lovers (1995), Zucchero en Vanessa Carlton (2004), Krezip (2007) en Daniël Lohues (2009) brachten het nummer uit. Beck nam in 2004 een versie van het nummer op voor de soundtrack van de film Eternal Sunshine of the Spotless Mind. Verder zijn er vele artiesten die het nummer live ten gehore brachten.

## Hitnoteringen

### Nederlandse Top 40
| Everybody's Got to Learn Sometime in de Nederlandse Top 40 - binnen 5 juli 1980 | Everybody's Got to Learn Sometime in de Nederlandse Top 40 - binnen 5 juli 1980 | Everybody's Got to Learn Sometime in de Nederlandse Top 40 - binnen 5 juli 1980 | Everybody's Got to Learn Sometime in de Nederlandse Top 40 - binnen 5 juli 1980 | Everybody's Got to Learn Sometime in de Nederlandse Top 40 - binnen 5 juli 1980 | Everybody's Got to Learn Sometime in de Nederlandse Top 40 - binnen 5 juli 1980 | Everybody's Got to Learn Sometime in de Nederlandse Top 40 - binnen 5 juli 1980 | Everybody's Got to Learn Sometime in de Nederlandse Top 40 - binnen 5 juli 1980 | Everybody's Got to Learn Sometime in de Nederlandse Top 40 - binnen 5 juli 1980 | Everybody's Got to Learn Sometime in de Nederlandse Top 40 - binnen 5 juli 1980 | Everybody's Got to Learn Sometime in de Nederlandse Top 40 - binnen 5 juli 1980 |
| Week                                                                            | 1                                                                               | 2                                                                               | 3                                                                               | 4                                                                               | 5                                                                               | 6                                                                               | 7                                                                               | 8                                                                               | 9                                                                               |                                                                                 |
| ------------------------------------------------------------------------------- | ------------------------------------------------------------------------------- | ------------------------------------------------------------------------------- | ------------------------------------------------------------------------------- | ------------------------------------------------------------------------------- | ------------------------------------------------------------------------------- | ------------------------------------------------------------------------------- | ------------------------------------------------------------------------------- | ------------------------------------------------------------------------------- | ------------------------------------------------------------------------------- | ------------------------------------------------------------------------------- |
| Nummer                                                                          | 39                                                                              | 22                                                                              | 20                                                                              | 18                                                                              | 15                                                                              | 14                                                                              | 14                                                                              | 26                                                                              | 38                                                                              | uit                                                                             |

### Nationale Hitparade
Hitnotering: 28-06-1980 t/m 06-09-1980. Hoogste notering: #11 (1 week).

### TROS Top 50
Hitnotering: 19-06-1980 t/m 28-08-1980. Hoogste notering: #15 (2 weken).

### NPO Radio 2 Top 2000
| Nummer met noteringen in de NPO Radio 2 Top 2000 | '99  | '00  | '01  | '02  | '03  | '04  | '05  |
| ------------------------------------------------ | ---- | ---- | ---- | ---- | ---- | ---- | ---- |
| Everybody's Got to Learn Sometime                | 1277 | 1829 | 1766 | 1621 | 1754 | 1822 | 1905 |

1. ↑  Een vetgedrukt getal geeft de hoogste notering aan.
2. ↑  Deze tabel is bijgewerkt tot en met de laatste editie (2024).

## Krezip-versie
In 2007 maakte de Nederlandse band Krezip een coverversie van het nummer Everybody's Got to Learn Sometime The Korgis onder de aangepaste titel Everybody's Gotta Learn Sometime. Het nummer was bedoeld voor de soundtrack van de film Alles is Liefde. Doordat Krezip ten tijde van de release van de film in de bioscoop al in de top 40 stond met het nummer All My Life, werd gewacht met het uitbrengen van Everybody's Gotta Learn Sometime tot 7 maart 2008, toen de film op dvd verscheen.
De videoclip die bij het nummer werd gemaakt bestaat uit beelden uit de film Alles is Liefde, afgewisseld door beelden van Jacqueline Govaert, die het nummer ten gehore brengt in een stal.

### Hitnotering
| Everybody's Gotta Learn Sometime in de Nederlandse Top 40 binnen 29 maart 2008 | Everybody's Gotta Learn Sometime in de Nederlandse Top 40 binnen 29 maart 2008 | Everybody's Gotta Learn Sometime in de Nederlandse Top 40 binnen 29 maart 2008 | Everybody's Gotta Learn Sometime in de Nederlandse Top 40 binnen 29 maart 2008 | Everybody's Gotta Learn Sometime in de Nederlandse Top 40 binnen 29 maart 2008 | Everybody's Gotta Learn Sometime in de Nederlandse Top 40 binnen 29 maart 2008 | Everybody's Gotta Learn Sometime in de Nederlandse Top 40 binnen 29 maart 2008 | Everybody's Gotta Learn Sometime in de Nederlandse Top 40 binnen 29 maart 2008 |
| Week                                                                           | 1                                                                              | 2                                                                              | 3                                                                              | 4                                                                              | 5                                                                              | 6                                                                              |                                                                                |
| ------------------------------------------------------------------------------ | ------------------------------------------------------------------------------ | ------------------------------------------------------------------------------ | ------------------------------------------------------------------------------ | ------------------------------------------------------------------------------ | ------------------------------------------------------------------------------ | ------------------------------------------------------------------------------ | ------------------------------------------------------------------------------ |
| Nummer                                                                         | 31                                                                             | 27                                                                             | 23                                                                             | 28                                                                             | 32                                                                             | 40                                                                             | uit                                                                            |

### Tracklist
1. "Everybody's Gotta Learn Sometime" - 04:24

## Lohues-versie
In 2009 maakte Daniël Lohues een coverversie van het nummer onder de Nedersaksische titel Iederiene moet 't ooit leern. Het nummer werd uitgebracht op het album Allennig III en bestaat uit zang en piano die beide door Lohues worden ingevuld.